# Argyrolobium aegacanthoides
Argyrolobium aegacanthoides là một loài thực vật có hoa trong họ Đậu. Loài này được (Vved.) Moteetee mô tả khoa học đầu tiên năm 2008.